# Незнакомцы (трио)

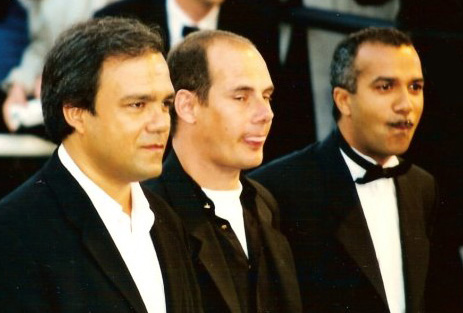

Незнакомцы (фр. Les Inconnus) — название французского комедийного трио — Дидье Бурдон, Бернар Кампан, Паскаль Лежитимюс (фр.). Они пользовались популярностью в первой половине 1990-х годов благодаря телевизионным шоу и пародиям на известные песни. Их фильм «Три брата» (1995 год, фр.) имел успех.

## История
Предшественником «Незнакомцев» было созданное в 1984 году объединение «Les Cinq», состоявшее помимо Бурдона, Кампана и Лежитимюса из Смаина (фр.) и Семура Брюсселя (фр.). Смаин вскоре покинул группу, которая сменила название сначала на «Les Cat Car and co», а потом и на «Незнакомцев». В 1986 году продюсером группы стал Поль Ледерман.
Во второй половине 1980-х годов «Незнакомцы» выступали с комическими шоу-постановками, постепенно приобретая известность. В 1987—1988 году они вели передачу на радио Europe 1. В 1989 году группу покинул Брюссель, после чего она приобрела свой классический состав. В 1989 году трио выпустило спектакль «Au secours tout va mieux», имевший большой успех. В 1991 году были удостоены премии Мольера (фр.) за лучший комедийный спектакль.
В 1990—1993 году трио вновь работало на телевидении, создав шоу скетчей «La Télé des Inconnus» на канале Antenne 2.
В 1991 году «Незнакомцы» выпустили альбом «Bouleversifiant !», видеоклип на песню «Auteuil, Neuilly, Passy» (фр., пародию на хип-хоп) из которого в 1992 году был удостоен премии «Виктуар де ля мюзик» в соответствующей номинации.
В 1995 году трио выпустило свой второй фильм (первый вышел ещё в 1985 году и успеха не снискал) «Три брата» (фр.). Фильм получил премию «Сезар» за лучший дебют.
В это же время из-за конфликта с Полем Ледерманом, владевшим правами на название «Незнакомцы», трио распалось. Во второй половине 1990-х годов Бурдон и Кампан продолжили работать вместе, выпустив ещё два фильма.
В 2001 году трио выпустило новый совместный фильм «Les Rois mages».
В 2014 году на экраны вышел ремейк «Трёх братьев» — «Les Trois Frères : Le Retour», который был холодно принят критиками.